# Kōshi Kurumizawa
Kōshi Kurumizawa (胡桃沢耕史, Kurumizawa Kōshi?), pseudonimo di Masatarō Shimizu (Prefettura di Tokyo, 26 aprile 1925 – 23 marzo 1994) è stato uno scrittore giapponese di romanzi gialli e di fantascienza poliziesca.

## Biografia
Masatarō Shimizu nacque nel 1925 nei sobborghi di Sumida, nella prefettura di Tokyo. Durante gli anni delle scuole superiori iniziò a manifestarsi la sua inclinazione per la scrittura e per un periodo frequentò l'Università Takushoku dove studiò cinese per poi ritirasi durante la seconda guerra mondiale.
Nel 1942, per sfuggire ai razionamenti di cibo, emigrò illegalmente a Manciukuò. Qui nel 1945 venne coscritto nell'ottava divisione dell'Esercito Imperiale Giapponese e durante l'invasione da parte dei sovietici venne fatto prigioniero e deportato presso un campo di lavoro in Siberia.
Tornò in Giappone nel 1947 dove proseguì gli studi e si laureò all'università e iniziò una serie di lavori saltuari, tra cui collaboratore degli studi Toei e, nel 1953, produttore di programmi radiofonici per la NHK. Parallelamente continuò a coltivare la sua passione per la letteratura e la scrittura che lo portò, nel 1949 a completare un libro sulla sua esperienza nel gulag.
Nel biennio 1957-1958, con i risparmi messi da parte iniziò un giro del mondo a bordo di una moto Honda Super Cub e, in seguito, iniziò la stesura di romanzi d'avventura ispirati dalle sue vicende personali e ai suoi viaggi con il nome di Koshi Kurumizawa.
Nel 1983 vinse il Premio Naoki con un suo scritto ispirato alla sua permanenza in Siberia.
Sempre negli anni ottanta pubblicò il suo primo racconto giallo, questo ottenne subito un grande successo di pubblico trasformando Kurumizawa in un autore di spicco, la sua opera fu adattata anche in un dramma per la tv prodotto da TBS con Hiromi Go e andato in onda tra il 1986 e il 1987. Da questo primo successo nacque il suo fortunato filone di racconti gialli.
Kurumizawa morì nel 1994; prima della sua morte si adoperò per fare sì che la sua lapide fosse disposta accanto a quella di Naoki Sanjugo, autore di cui era un grande ammiratore, presso il tempio Chōman-ji in Kanazawa-ku, Yokohama.

## Premi
- 1955 Premio nuovi artisti emergenti con Soshi futatabi kaerazu (pubblicato col suo vero nome).
- 1983 Premio Naoki con Kuro Pan Furyoki
- 1983 Mystery Writers of Japan Award con Tenzan o koete

Sia nel 1981 sia nel 1982 i suoi scritti di viaggio furono candidati per il premio Naoki, senza però vincerlo.
| Controllo di autorità | VIAF (EN) 115192069 · ISNI (EN) 0000 0000 8320 819X · Europeana agent/base/97877 · LCCN (EN) n83199198 · GND (DE) 1206715502 · BNF (FR) cb16661751b (data) · NDL (EN, JA) 00116696 |